# Мичелл Банкес
Мичелл Андрес Банкес Белло — родился 8 июля 1990 года в Каракасе, Венесуэла. Является чемпионом мира по версии IBO в легчайшем весе(до 53.5 кг или 118 фунтов) по боксу. По версии BoxRec на 1 июля 2020 года занимает 34 место (7.908 очков) среди боксеров легчайшего веса и 761 место среди боксеров вне весовой категории.

## Карьера

### 2015 год
Мичелл дебютировал в боксе в городе Петара(Венесуэла) 11 декабря против такого же как он дебютанта Педро Бланко и выиграл его единогласным решением судей (40-36 40-36 40-36).

### 2016 год
Мичелл в 2016 году провёл 7 боёв и во всех одержал победу. 30 января в Турмеро(Венесуэла) выиграл нокаутом во 2 раунде дебютанта Луиса Геррера. 27 февраля в Петара (Венесуэла) выиграл нокаутом непобежденного Вистера Гарсию(2-0-1). 11 июня выиграл нокаутом в 3 раунде Хесуса Морено(4-3-0). 14 июля в Лос-Текес(Венесуэла) выиграл нокаутом в 1 раунде дебютанта Марко Переса, бой проходил в лимите второго легчайшего веса(до 55.3 кг или 122 фунта). 15 октября в Петаре(Венесуэла) выиграл нокаутом во 2 раунде Виктора Гутьерреса(0-4-0), бой также прошёл в лимите второго легчайшего веса. 18 ноября в Лос-Текес(Венесуэла) выиграл нокаутом во втором раунде Френнеди Эрнандес который в это бою дебютировал, бой прошел в лимите второго наилегчайшего веса. 6 декабря в Петаре(Венесуэла) выиграл нокаутом в 3 раунде Денилсона Эскалона(3-1-3), бой также прошел в лимите второго наилегчайшего веса.

### 2017 год
22 февраля в Петара(Венесуэла) выиграл единогласным решением судей дебютанта Джозефа Макайо, бой проходил в лимите второго наилегчайшего веса. 6 мая в Петара(Венесуэла) выиграл нокаутом в 1 раунде Алекса Заррага(1-3-1). 9 сентября в Петара(Венесуэла) выиграл нокаутом в 3 раунде Милфридо Мирабала(0-1-0), бой проходил в легчайшем весе. 7 октября в Ла-Виктории(Венесуэла) выиграл нокаутом в 1 раунде Хосе Гуарапана(0-1-0). 17 декабря в Каракас(Венесуэла) выиграл нокаутом в 1 раунде Карлоса Дюрана(0-3-0).

### 2018 год
3 марта в Петара (Венесуэла) выиграл нокаутом в 1 раунде Анхеля Гонсалеса(1-5-0), бой проходил в лимите легчайшего веса. 29 июня в Сан Франсиско де Мостасаль(Чили) дрался за второстепенный титул WBA Fedelatin во втором наилегчайшем весе против сильного чилийца Мигеля Гонсалеса(27-1-0), Мичелл проиграл единогласным решением судей не сумев выиграть не одного раунда, тем самым получил первое поражение в карьере. 6 октября в Каракасе(Венесуэла) выиграл единогласным решением судей(60-54 60-54 60-54) Гектора Бетанкоура(11-1-0), тем самым закрыв свое поражение и оставшись тем самым во втором наилегчайшем весе. 3 ноября в Каракасе(Венесуэла) выиграл раздельным решением судей (77-75 72-80 75-77) Эрнесто Мартинеза(5-3-2). 3 декабря в Каракасе(Венесуэла) выиграл единогласным решением судей (97-91 98-90 98-90) непобежденного Уильяма Риера(9-0-1).

### 2019 год
10 мая в Петара(Венесуэла) провёл бой в лимите полулёгкого веса(до 57.2 кг или 122 фунта) выиграв нокаутом в 1 раунде Марсело Карраскуила(0-2-0). 12 июля в Джидде(провинция Наджран, Саудовская Аравия) дрался за вакантный титул IBO в легчайшем весе (до 53.5 кг или 118 фунтов) против представителя Великобритании непобежденного Принса Пателя(19-0-1), походу боя Мичелл отправлял дважды в нокаутом Принса и выиграл бой единогласным решением судей(109-119 110-118 109-119) став тем самым чемпионом мира.